# Helgafellssveit

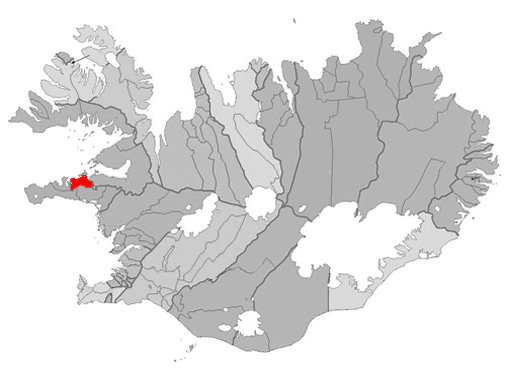

Helgafellssveit är en kommun i regionen Västlandet på Island. Folkmängden är 79 personer (2022).

## Bilder

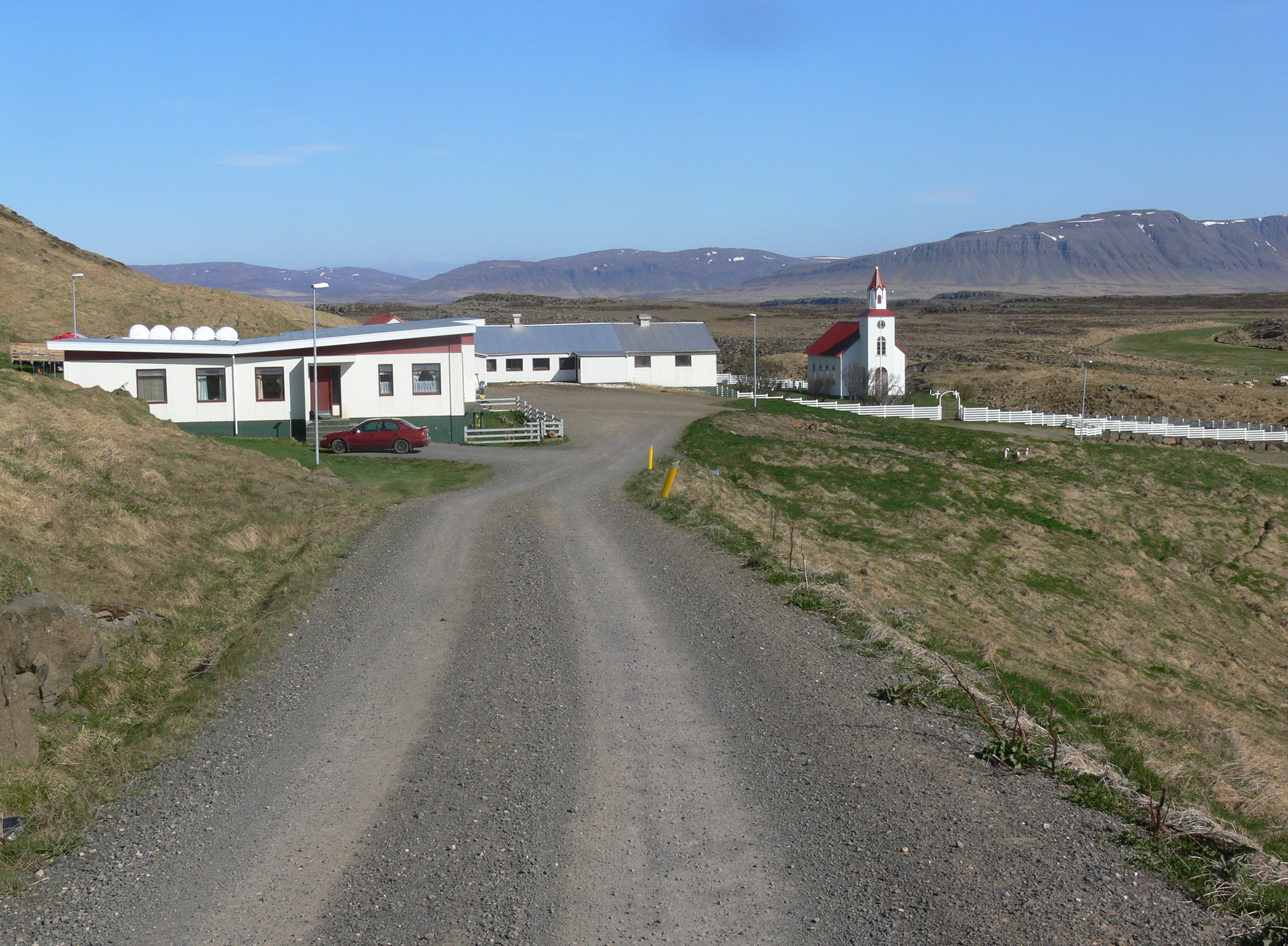
Helgafell (bondgård)
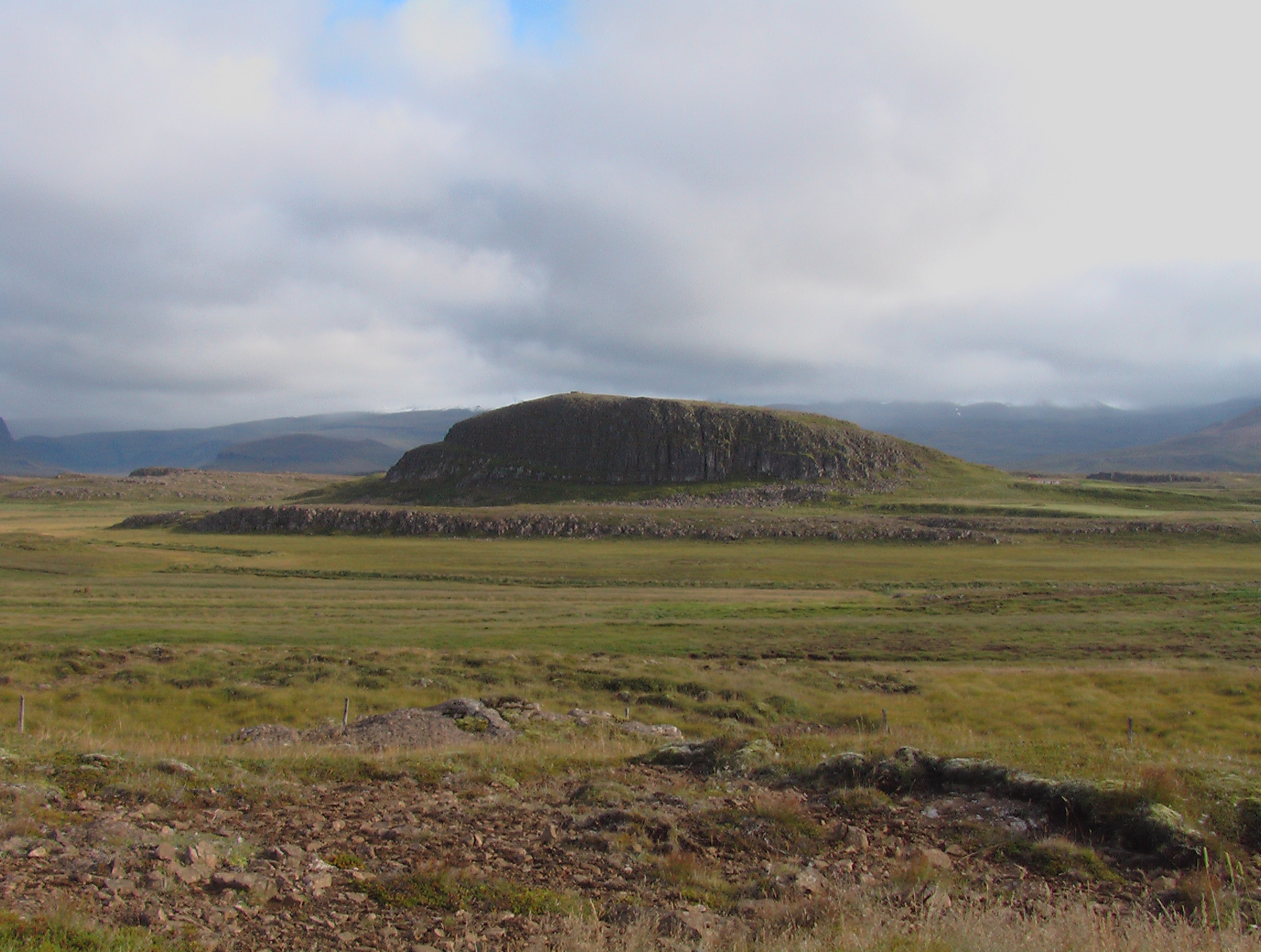
Helgafell í Helgafellssveit (berg)
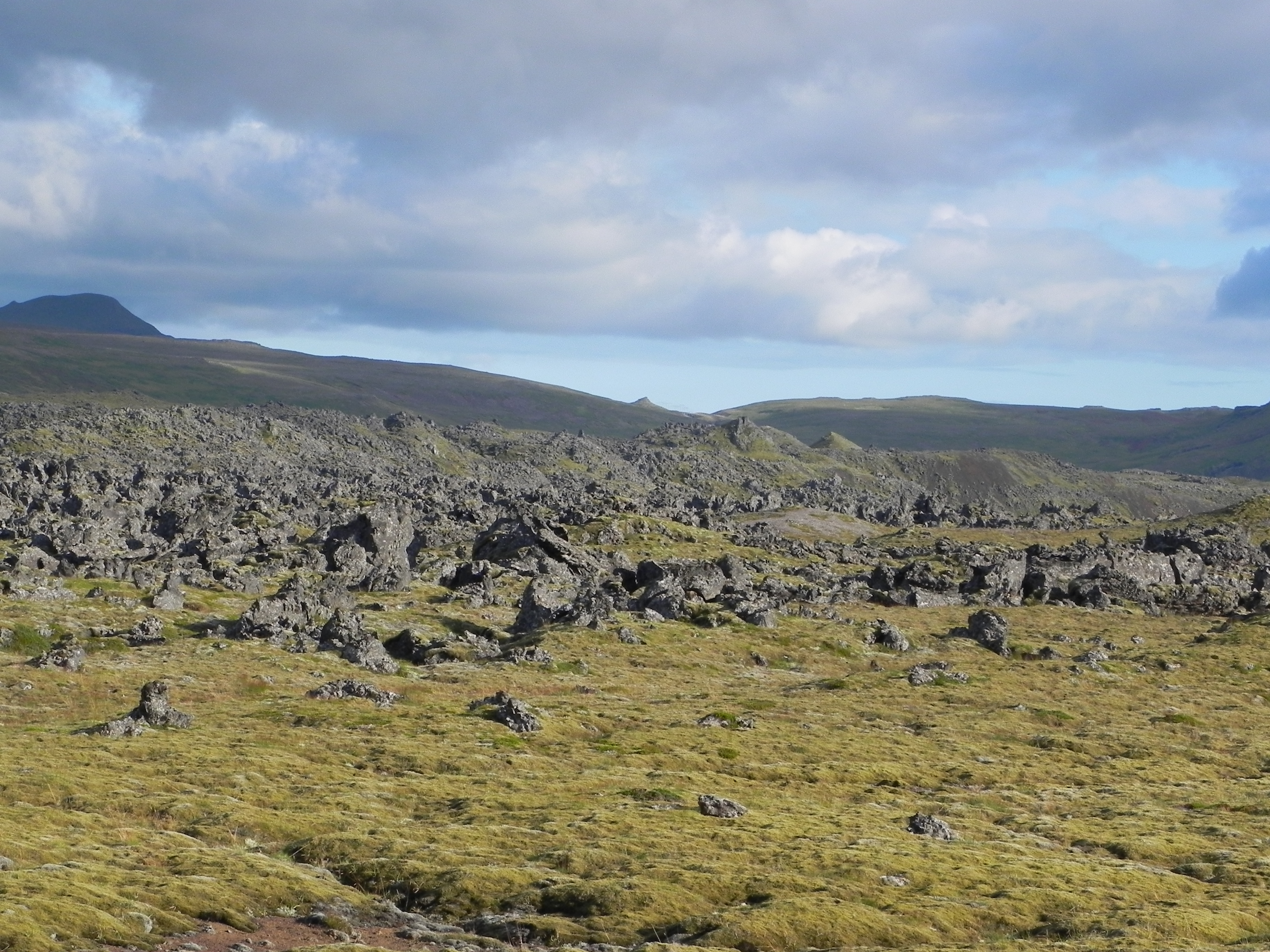
Ljósufjöll
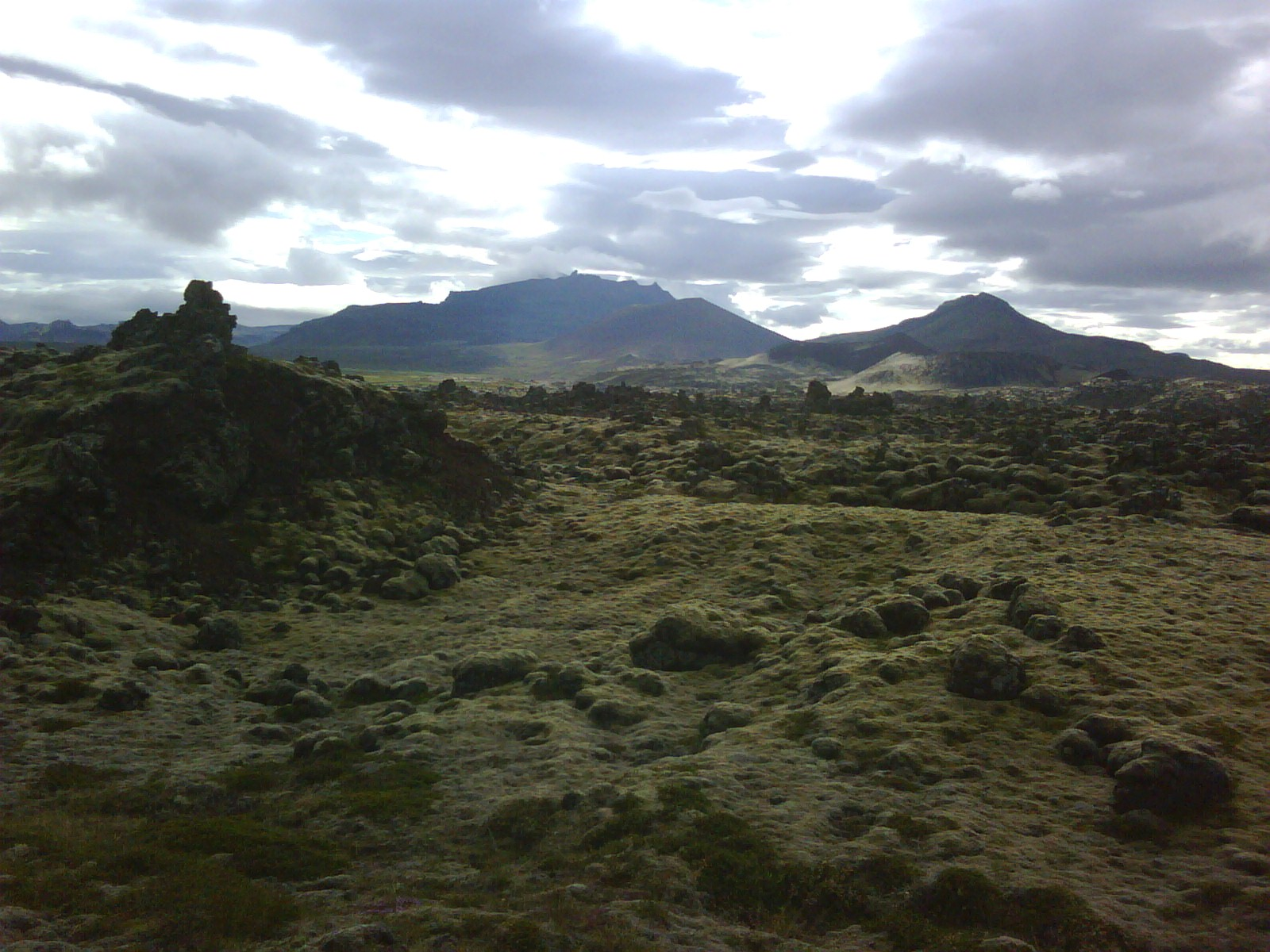
Berserkjahraun